# 波氏翼龍屬
波氏翼龍（屬名：Bogolubovia）是翼龍目神龍翼龍科的一屬，發現於俄羅斯的Petreowsk，年代為白堊紀。波氏翼龍是在1914年被古生物學家N. Nikolaevich Bogolubov所發現、敘述，當時為東方鳥嘴翼龍（Ornithostoma orientalis）。後來一度被歸類於東方無齒翼龍（Pteranodon orientalis）。在1989年，Nessov與Yarkov建立為新屬，以發現化石的科學家N. Nikolaevich Bogolubov為名。波氏翼龍曾被歸類於神龍翼龍科。在1991年，Wellnofer將波氏翼龍歸類於無齒翼龍科。
目前大部分古動物學家認為波氏翼龍可能屬於神龍翼龍科。但波氏翼龍的翼展只有3到4公尺，在神龍翼龍科中屬於中等的體型。